# Инаугурация Мартина Ван Бюрена
Инаугурация Мартина Ван Бюрена в качестве 8-го Президента США состоялась 4 марта 1837 года. Одновременно к присяге был приведён Ричард Ментор Джонсон как 9-й вице-президент США. Президентскую присягу проводил Председатель Верховного суда США Роджер Брук Тони, а присягу вице-президента принимал временный президент Сената США Уильям Кинг. 
Ван Бюрен станет последним действующим вице-президентом, который будет введён в должность президента на выборах до Джорджа Буша-старшего в 1989 году.

## Церемония
Ван Бюрен ехал вместе с уходящим президентом Эндрю Джексоном в маленьком фаэтоне, построенном из дерева корабля USS Constitution, запряжённом четырьмя лошадьми. Это был первый раз, когда уходящий и приходящий президент вместе приехали в Капитолий. Сам процесс инаугурации оказался не столько празднованием нового президента, сколько данью уважения уходящему. Инаугурационная речь Ван Бюрена с тоской отметила это: «Получив от народа священное доверие, дважды оказанное моему прославленному предшественнику, и которое он выполнил так верно и так хорошо, я знаю, что не могу рассчитывать на выполнение этой трудной задачи с равными способностями и успехом. Но… Я могу надеяться, что на моем пути будет найдено несколько таких же ободряющих одобрений». Примечательным также было то, что новая администрация сохранила весь кабинет Джексона, и Ван Бюрен пообещал «в целом идти по стопам президента Джексона».